# مجمع الفقه الإسلامي الدولي
تأسس مجمع الفقه الإسلامي الدولي تنفيذا للقرار الصادر عن مؤتمر القمة الإسلامي الثالث «دورة فلسطين والقدس» المنعقد في مكة المكرمة بالمملكة العربية السعودية في الفترة من 19 – 22 ربيع الأول 1401هـ (25 – 28 يناير 1981م). وقد صدر إثر ذلك قرار المؤتمر الإسلامي الثالث عشر لوزراء الخارجية المنعقد في مدينة نيامي بجمهورية النيجر في الفترة من 3 إلى 7 ذي القعدة 1402 هـ، الموافق من 22 إلى 26 آب 1982 م بإنشاء المجمع، تنفيذًا لما تضمنه قرار مؤتمر القمة الإسلامي مما يلي:

## إنشاء المجمع
مجمع الفقه الإسلامي الدولي هو جهاز علمي عالمي منبثق عن منظمة التعاون الإسلامي، يتكون أعضاؤه من الفقهاء والعلماء والمفكرين في شتى مجالات المعرفة الفقهية والثقافية والعلمية والاقتصادية من مختلف أنحاء العالم الإسلامي لدراسة مشكلات الحياة المعاصرة والاجتهاد فيها اجتهادا أصيلا فاعلا بهدف تقديم الحلول النابعة من التراث الإسلامي والمنفتحة على تطور الفكر الإسلامي.
وانطلاقا من روح بلاغ مكة المكرمة اتخذت منظمة المؤتمر الإسلامي جملة من الإجراءات القانونية والتنفيذية بهدف وضع الإطار القانوني والإداري لتحقيق إرادة القادة المسلمين بإنشاء مجمع للفقه الإسلامي تلتقي فيه اجتهادات فقهاء المسلمين وحكمائهم لكي تقدم لهذه الأمة الإجابة الإسلامية الأصلية عن كل سؤال تطرحه مستجدات الحياة المعاصرة.

## مقر المجمع
هو مدينة جدة (المملكة العربية السعودية)، ويتم اختيار أعضائه وخبرائه من بين أفضل العلماء والمفكرين في العالم الإسلامي والأقليات المسلمة في الدول غير الإسلامية في جميع فروع المعرفة (الفقه الإسلامي، العلوم، الطب، الاقتصاد، الثقافة، ...إلخ).
وقد انعقد المؤتمر التأسيسي لمجمع الفقه الإسلامي الدولي في مكة المكرمة فيما بين 26-28 من شعبان 1403هـ (7-9 من يونيو 1983م)، وبانعقاد المؤتمر التأسيسي أصبح المجمع حقيقة واقعة باعتباره إحدى الهيئات المنبثقة عن منظمة التعاون الإسلامي.

## أعضاء المجمع
ويبلغ عدد أعضاء المجمع سبعين عضواً يمثلون سبعاً وخمسين دولة ومنظمة من خيرة علماء الفقه الإسلامي من أبنائها، ولم يفت أن يستعين المجمع بالعديد من الخبراء المميزين في مجالات المعرفة الإسلامية وشتى المعارف والعلوم الأخرى، وذلك من أجل تحقيق إرادة الأمة الإسلامية في الوحدة نظرياً وعملياً وفقاً لأحكام الشريعة السمحة، ولتستعيد الأمة بالتالي دورها الحضاري الذي اضطلعت به على مدى قرون عدة حملت فيها نبراس التقدم وقادت فيها حركة التاريخ الإنساني على كافة المستويات.
وعلى مدار أربعة عقود من الزمن تمكن المجمع من تنظيم أربع وعشرين دورة أصدر خلالها مائتين وثمانية وثلاثين (238) قرارا إزاء مختلف قضايا العصر ومستجداته التي تهم المسلمين في جميع أنحاء العالم.
يرأس المجمع حالياً الأمين العام معالي الأستاذ الدكتور قطب مصطفى سانو والذي استلم مهامه في شهر أكتوبر 2020م.

## رؤية المجمع
يطمح المجمع إلى أن يصبح المرجعيَّة الفقهيَّة العالميَّة الأولى التي تلجأ إليها دول العالم الإسلاميِّ والمجتمعات المسلمة من أجل بيان الأحكام الشرعيَّة في القضايا التي تهمُّ المسلمين، وبهدف تقديم الحلول المناسبة لمشكلات الحياة المعاصرة انطلاقاً من القرآن الكريم والسنَّة النبويَّة الشريفة والتراث الإسلاميِّ الزاخر.

## رسالة المجمع
تتلخص رسالة المجمع في عرض الشريعة الإسلاميَّة عرضاً صحيحاً معتدلاً، وإبراز مزاياها، وقدرتها التامة على معالجة مشكلات الحياة، وعلى تحقيق السعادة والاستقرار والأمن والأمان للإنسان في الدنيا والآخرة، وذلك وفق تصوُّر شامل ومتكامل للدين الإسلاميِّ بأصوله، ومصادره، ومقاصده، وقواعده، وأحكامه.

## قيم المجمع
1. الوسطيّة 2. الانضباط 3. الشفافيّة 4. العدل 5. الإنصاف 6. التعاون والتكامل 7. الإبداع والابتكار 8. الإنتاجيّة 9. الإتقان 10. الإنجاز

## أهداف المجمع
1. تحقيق التلاقي الفكريِّ والتكامل المعرفي بين فقهاء المذاهب الإسلاميَّة المعتبرة والمختصِّين في مجالات المعرفة والعلوم الإنسانيَّة بغية بيان الموقف الشرعيِّ من مشكلات الحياة المعاصرة.
2. إبداء الرأي الشرعيِّ وترجمته في الموضوعات التي تتصل بالواقع بما ييسر الإفادة منه في تطوير التشريعات، والقوانين، والأنظمة لتكون متوافقة مع أحكام الشريعة الإسلاميَّة.
3. تشجيع الاجتهاد الجماعيِّ في قضايا الحياة المعاصرة ومشكلاتها، واختيار الآراء الفقهيَّة التي تحقق مصلحة المسلمين أفراداً ومجتمعات ودولاً بما يتفق مع الأدلة ويحقّق المقاصد الشرعيَّة.
4. نبذ التعصب المذهبيِّ، والغلو في الدين، وتكفير المذاهب وأتباعها بنشر روح الاعتدال والوسطيَّة والانفتاح والتسامح بين أتباع المذاهب والفرق الإسلاميَّة المختلفة.
5. الردّ على الفتاوى التي تخالف ثوابت الدين، وقواعد الاجتهاد المعتبرة، وما استقرَّ من مذاهب العلماء بغير دليل شرعيِّ معتبر.
6. إفتاء المجتمعات المسلمة خارج دول العالم الإسلاميِّ بما يحفظ قيم الإسلام وثقافته، وتقاليده، حفاظاً على هويَّتهم الإسلاميَّة مع الالتزام بمقتضيات المواطنة والإقامة في تلك المجتمعات غير المسلمة.
7. تشجيع التعاون والتكامل والمقاربة بين فقهاء المذاهب الإسلاميَّة المتعددة فيما هو معلوم من الدين بالضرورة تعظيماً للجوامع، واحتراماً للفروق، والتزاماً بآداب فقه الاختلاف، وأهمية الاستئناس بآراء المذاهب عند إصدار المجمع فتاواه وقراراته.
8. التنسيق بين جهات الفتوى والهيئات الفقهيَّة في العالم الإسلاميِّ وخارجه من أجل تجنب التناقض والتضادِّ في الآراء إزاء المسألة الواحدة وخاصة المسائل العامَّة التي تعمُّ بها البلوى.
9. العمل على تجديد الفقه الإسلاميّ بتنميته من داخله، وتطويره من خلال ضوابط الاستنباط، والقواعد والأدلة والمقاصد.
10. الحوار البنّاء مع أتباع الأديان والثقافات الأخرى بهدف التعاون فيما يحقق خير المجتمع الإنساني.

## وسائل المجمع
- إصدار الفتاوى في القضايا العامَّة التي تهم المسلمين وترجمتها إلى لغات مختلفة، ثم نشرها على أوسع نطاق ممكن لتشجيع تبني منهج الوسطيَّة الإسلاميَّة الذي يحول بين المسلمين وبين الغلو، أو الإفراط، أو التفريط، أو اتباع الآراء الشاذّة.
- عقد مؤتمرات وندوات علميَّة متخصِّصة لمناقشة قضايا بعينها، أو موضوعات مشكلة تقتضي بحثاً ومداولة فقهيَّة أوسع مما يتيحه مجلس المجمع.
- إبداء الرأي الشرعيِّ في الوثائق التي تصدر من منظمة التعاون الإسلاميِّ ومن سائر المنظَّمات الدوليَّة الإسلاميَّة وغير الإسلاميَّة كلما طلب منه ذلك.
- حصر جهات وهيئات الإفتاء، والمؤسَّسات والمجامع الفقهيَّة القائمة في العالم الإسلاميِّ وخارجه لتحديد الجهات التي يتمّ التعاون والتنسيق بينها وبين المجمع.
- إقامة مراكز للدراسات الإسلاميَّة في بعض المناطق المركزيَّة خارج العالم الإسلاميِّ، والتعاون مع المراكز القائمة لخدمة أهداف المجمع، ورصد ما ينشر عن الإسلام في المناطق التي يشملها عملها، ودفع ما يثار من شبهات.
- إصدار موسوعات فقهية ميسَّرة (ثلاثيَّة اللغة) تهتم بقضايا العصر في مختلف مجالات الحياة، وتعنى بالمسائل المتداولة في كتب الفقه، وتكتب بلغة قريبة ميسَّرة بحيث تقرِّب المعلومات الفقهيَّة إلى جمهور المشتغلين بالثقافة والإعلام.
- تشجيع البحث الفقهيِّ الجاد من خلال شعب المجمع ولجانه وفي نطاق الجامعات والمؤسَّسات العلميَّة الأخرى فيما يتصل بتحدِّيات العصر ومستجدات قضاياه.
- إعداد مشروعات قوانين نموذجيَّة (ثلاثية اللغة) في مختلف المجالات التي تحتاج إلى تقنين الأحكام الشرعيَّة فيها، يراعى فيها الاختلاف المذهبي، ونشرها في العالم الإسلاميَّ لتيسير الرجوع إليها في تعديل التشريعات والقوانين والنظم القائمة.
- إحياء التراث الفقهيِّ الإسلاميِّ مع العناية بوجه خاصِّ بكتب أصول الفقه، ومقاصد الشريعة الإٍسلاميَّة، والفقه، والفقه المقارن، ونشر المؤلفات التي لم تنشر في هذه المجالات بعد تحقيقها، وترجمة عيون هذا التراث إلى اللغات المهمَّة إسلاميَّا وعالميَّا.
- وضع معجم شامل (ثلاثيّ اللغة) للمصطلحات الفقهيَّة والأصوليَّة يتوخَّى دقَّة التعريف بكل مصطلح وضبطه وسهولة التعبير عنه.
- نشر جميع أعمال المجمع، وقراراته، وفتاواه، وأهم البحوث المقدمة إليه في مجلة المجمع، وعلى موقعه في الإنترنت، والإفادة منها، وترجمتها إلى اللغات المهمة إسلامياً وعالمياً.
- الاستعانة بالخبراء المتخصصين في مختلف المجالات العلمية، والعملية لدراسة وبحث الموضوعات المعروضة على المجمع.

## إدارات وأقسام المجمع
تتكون أمانة المجمع من الإدارات والأقسام التالية:
- إدارة شؤون الديوان والمراسم، ويندرج تحتها أقسام ثلاثة، وهي: قسم المراسم، وقسم شؤون الأسرة والمرأة والطفل والمسنين، وقسم الترجمة.
- إدارة التخطيط والتعاون الدولي، ويندرج تحتها أقسام ثلاثة، وهي: قسم التخطيط والتطوير، وقسم التعاون الدولي والعلاقات الخارجية، وقسم الأرشيف والمتابعة والتقويم.
- إدارة الشؤون الإدارية والماليَّة، ويندرج تحتها أقسام ثلاثة، وهي: قسم الشؤون الإدارية والتدريب، وقسم الشؤون المالية والمحاسبة، وقسم المستودعات والمكتبة.
- إدارة الإعلام والعلاقات العامة وتقنية المعلومات والاتصال،  ويندرج تحتها أقسام ثلاثة، وهي: قسم الإعلام، وقسم العلاقات العامَّة، وقسم تقنية المعلومات والاتصال.
- إدارة شؤون التمويل والاستثمار والمشاريع، ويندرج تحتها أقسام ثلاثة، وهي: قسم شؤون الوقف، وقسم التمويل والاستثمار، وقسم المشاريع.
- إدارة البحوث والدراسات والفتاوى والموسوعات والطباعة، ويندرج تحتها أقسام ثلاثة، وهي: قسم البحوث والموسوعات، وقسم مرصد الفتاوى والدراسات، وقسم الطباعة والنشر
- إدارة الدورات والمؤتمرات والندوات، ويندرج تحتها أقسام ثلاثة، وهي: قسم الدورات، وقسم المؤتمرات والندوات، وقسم الورشات والمحاضرات.

## مؤتمرات ومجلات المجمع
يصدر المجمع عددًا من المجلة بعد كل دورة، وشملت الدورات التي عقدها:
1. المؤتمر الأول: ويتكون العدد من مجلدٍ واحد. وقد صدر بعد المؤتمر الأول الذي عُقد في مكة المكرمة بتاريخ 1403 هـ.
2. المؤتمر الثاني: ويتكون العدد من مجلدين. وقد كان نتيجة اجتماع جدة لعام 1406 هـ، 1986 م.
3. المؤتمر الثالث: ويتكون العدد من 3 مجلدات. وقد صدر بعد الدورة الثالثة التي عُقدت في عمان، في المملكة الأردنية الهاشمية، عام 1407 هـ.
4. المؤتمر الرابع: ويتكون العدد من 3 مجلدات. وقد صدر بعد المؤتمر الذي عُقد في جدة بتاريخ 1408 هـ.
5. المؤتمر الخامس: ويتكون العدد من 4 مجلدات. وصدرت بعد الدورة الخامسة لمجلس الفقه الإسلامي في دولة الكويت لعام 1409 هـ.
6. المؤتمر السادس: ويتكون العدد من 3 مجلدات. وعُقدت دورته في مكة المكرمة، عام 1410 هـ، 1990 م.
7. المؤتمر السابع: ويتكون العدد من 4 مجلدات. وقد صدر إثر الدورة السابعة في جدة بتاريخ 1412 هـ/1992 م.
8. المؤتمر الثامن: ويتكون العدد من 3 مجلدات. وقد صدر إثر الدورة الثامنة في مدينة دار السلام في سلطنة بروناي بتاريخ 1414 هـ.
9. المؤتمر التاسع: ويتكون العدد من 4 مجلدات. وصدر بعد الدورة التاسعة التي عُقدت في مدينة أبو ظبي عام 1415 هـ/1995.
10. المؤتمر العاشر: ويتكون العدد من 3 مجلدات. وصدر بعد الدورة  التي عُقدت في مدينة جدة عام 1418 هـ/1998 م.
11. المؤتمر الحادي عشر: ويتكون العدد من 3 مجلدات. وصدر بعد الدورة الحادية عشر في مدينة المنامة العاصمة بتاريخ 1419 هـ/1998 م.
12. المؤتمر الثاني عشر: ويتكون العدد من 4 مجلدات. وصدر بعد الدورة الثانية عشر التي عُقدت في مدينة الرياض عام 1421 هـ.
13. المؤتمر الثالث عشر: ويتكون العدد من 3 مجلدات. وصدر بعد الدورة الثالثة عشر في الكويت بتاريخ 1422 هـ.
14. المؤتمر الرابع عشر: وقد عُقد المؤتمر الخاص به في الدوحة، في دولة قطر، عام 1423 هـ.
15. المؤتمر الخامس عشر: وعُقد المؤتمر في سلطنة عمان، في مدينة مسقط، بتاريخ 1425 هـ.
16. المؤتمر السادس عشر: بعد مؤتمر دبي، في الإمارات العربية المتحدة، عام 1426 هـ.
17. المؤتمر السابع عشر: وعُقد المؤتمر في الأردن، في مدينة عمان، بتاريخ 1427 هـ.
18. المؤتمر الثامن عشر: عُقد المؤتمر في مدينة بوتراجايا في ماليزيا، بتاريخ 1428 هـ.
19. المؤتمر التاسع عشر: عُقد المؤترم في الشارقة في الإمارات العربية المتحدة، بتاريخ 1430 هـ.
20. المؤتمر العشرون: وعُقد المؤتمر في الجزائر، في مدينة وهران، بتاريخ 1433 هـ.
21. المؤتمر 21: وعُقد المؤتمر في الرياض، بتاريخ 1435 هـ.
22. المؤتمر 22: عُقد المؤتمر في الكويت، بتاريخ 1436 هـ.
23. المؤتمر 23: عُقد المؤتمر في المدينة المنورة، عام 1440 هـ.
24. المؤتمر 24: وعُقد المؤتمر في دبي، في الإمارات العربية المتحدة، عام 1441 هـ.

### مواضيع ذات صلة
- قائمة الجامعات الإسلامية

## وصلات خارجية
- موقع مجمع الفقه الإسلامي الدولي